# Pelle Nylén
Pelle Nylén, född 4 februari 1965 i Gävle, är en svensk musiker, musikproducent och låtskrivare som var gitarrist i popbandet Modesty.  

## Låtar i urval
- 2007 - I Can't Say I'm Sorry - skriven av Andreas Carlsson, Pelle Nylén. Framförd av Erik Segerstedt (2007) och Bryan Rice (2006). No.1 Jan -07 (Sweden).
- 2005 - Inside Your Heaven - skriven av Andreas Carlsson, Pelle Nylén och Savan Kotecha. Framförd av Carrie Underwood och Bo Bice. Billboard No.1 June -05 (C. Underwood) and Billboard No.2 June -05 (Bo Bice).
- 2001 - Words are not enough - Skriven av Pelle Nylén och Andreas Carlsson och framförd av Steps (UK) och Sandy & Junior (Brasilien). Steps version, Top five UK Charts.
- 2001 - Walk Away - Skriven av Pelle Nylén, Andreas Carlsson, David Kreuger, Per Magnusson. - Framförd av Westlife.
- 2000 - My Love - skriven av Jörgen Elofsson, Pelle Nylén, David Kreuger och Per Magnusson. Framförd av Westlife. UK No.1 Nov -00.

## Medverkande på album
- 2005 - Some Hearts - Carrie Underwood
- 2001 - World Of Our Own - Westlife
- 2002 - Gold Greatest Hits - Steps
- 2000 - Coast To Coast - Westlife
- 1989 - Pieces Of Modesty - Modesty